# Drache von Henham

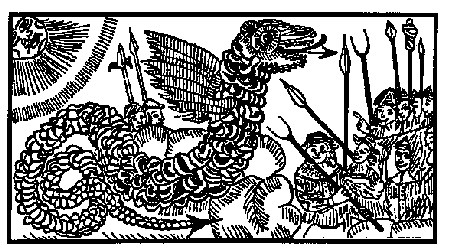
Der Drache von Henham, Holzschnitt aus The Flying Serpent, or: Strange News out of Essex (1669)

Der Drache von Henham (englisch Henham Dragon) ist ein sagenhaftes Drachenwesen, das angeblich am 27. und 28. Mai 1668 im Dorf Henham in Uttlesford, Essex, gesichtet wurde. Er wurde als geflügelte Schlange beschrieben, die Dorfbewohner angriff und schließlich in einem nahen Wald verschwand. Über dieses Ereignis wurde in einer Flugschrift namens The Flying Serpent, Or Strange News out of Essex berichtet, die möglicherweise der Dichter William Winstanley anonym verfasst hatte.

## Inhalt

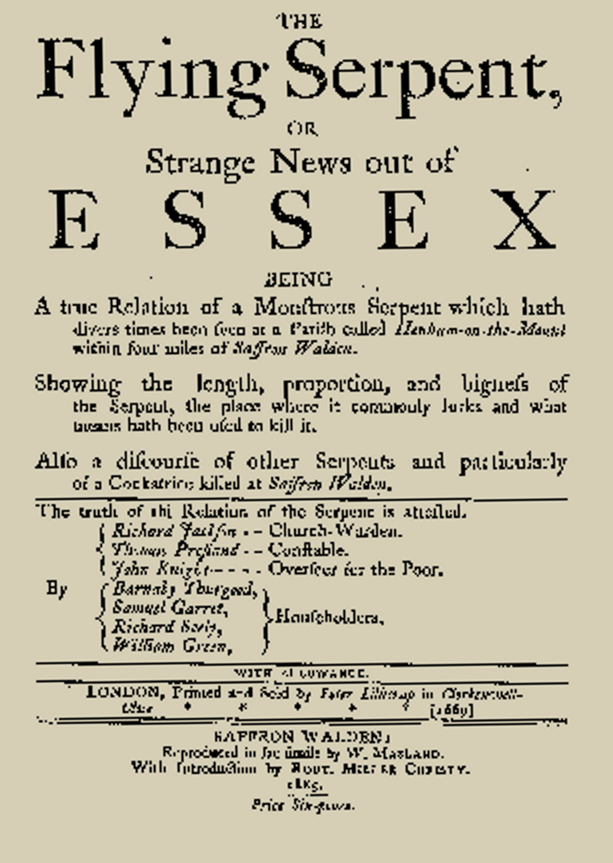
Titelseite der Flugschrift von 1669:
The Flying Serpent,
OR
Strange News out of
ESSEX
BEING
A true Relation of a Monstrous Serpent which hath divers times been seen at a Parish called Henham-on-the-Mount within 4 miles of Saffron Walden.
Showing the length, proportion and bigness of the Serpent, the place, where it commonly lurks, and what means hath been used to kill it.
Also a discourse of other Serpents, and particularly of a Cocatrice killed at Saffron Walden.

“The place of his abode and where he hath been oftentimes seen, is called Henham, but most commonly Henham on the Mount, the town standing upon a hill, having many fair farms and granges belonging to it, in one of which named The Lodge, near to a wood called Birch-wood, by reason of the many birches growing there, in a pasture-ground close by the same, hath this monstrous Serpent been often seen upon the sides of a Bank, beaking and stretching himself out upon the same at such time as Sol did parch the earth with his refulgent beams.”

„Ihr Aufenthaltsort und der Ort, an der sie oftmals gesehen ward, wird Henham genannt, meist jedoch Henham on the Mount, jene Stadt ist auf einem Hügel gelegen und umfasst zahlreiche Bauernhäuser und Gehöfte von mittlerer Größe, von denen in einem, genannt The Lodge, nahe einem Wald, genannt Birch-wood wegen der vielen Birken, die dort wachsen, auf einem Weide-Grund nahe demselben, diese ungeheure Schlange oft auf beiden Seiten eines Erdwalles gesehen ward, auf welchem sie sich zu der Zeit wand und streckte, da Sol die Erde mit seinen glänzenden Strahlen sengte.“

Die erste Person, die der Schlange begegnete, war ein Reiter, auf dessen Pferd sich die Schlange stürzte und der über den Anblick des Wesens so erschrak, dass er seinem Reittier die Sporen gab und in das Dorf flüchtete. Kurz darauf begegneten auch zwei weitere Männer der Schlange, wagten es jedoch trotz Bewaffnung mit Dreschflegeln und Stangen nicht, das Wesen anzugreifen, das offenbar keine Scheu zeigte. Auch größere Aufgebote von Bauern vermochten es nicht, der Schlange zu Leibe zu rücken. Schließlich zog sie sich in einen nahen Wald zurück, an dem die Bauern Wache hielten, hoffend, das Tier töten zu können, womit die Geschichte in der Flugschrift endet.
Die Schlange wird als etwa acht bis neun Fuß lang beschrieben, was etwa zweieinhalb bis drei Metern entspricht. Der kleinste Teil der Schlange sei etwa so groß wie ein menschlicher Unterschenkel gewesen, der mittlere Teil habe die Dicke eines menschlichen Oberschenkels gehabt. Sie habe große Augen (etwa so groß wie die eines Schafes), zwei Reihen scharfer, weißer Zähne im Maul sowie ein Paar Flügel besessen. Letztere seien jedoch aufgrund ihrer geringen Größe (etwa zwei Handspannen in der Länge) nicht in der Lage gewesen, den Körper des Wesens zu tragen. Dies hielt den Verfasser der Flugschrift jedoch nicht davon ab, es mit „The Flying Serpent“ (deutsch Die Fliegende Schlange) zu betiteln.

## Ursprung

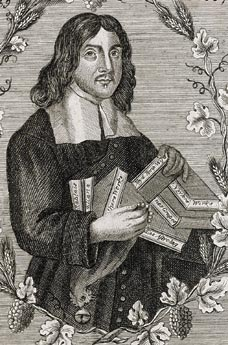
William Winstanley wird zusammen mit seinem Neffen Henry als Urheber der Ereignisse um den Drachen von Henham vermutet.

Der Verfasser der Flugschrift ist nicht bekannt. Gedruckt und verkauft wurde sie 1669 von Peter Lillicrap in Clerkenwell. Die erste Seite nennt lediglich „einen Kirchenvorsteher, einen Constable, einen Overseer of the Poor“ sowie vier Haushaltsvorstände als Zeugen für die Ereignisse. Heute findet sich eine Ausgabe der Flugschrift im Museum von Saffron Walden.
Die Geschichte des Drachen von Henham reiht sich ein in eine Serie von angeblichen Sichtungen von Drachen oder Riesenschlangen in Sussex und Essex. So enthält die Flugschrift neben der fliegenden Schlange auch Berichte über weitere Schlangen sowie einen Basilisken, der im nahen Saffron Walden, wo das Werk auch erschien, angeblich getötet wurde. George Monger merkt dazu an, dass der Bericht über das Erscheinen des Drachen jüngeren Meldungen über unidentifizierbare Tiere ähnelt und sich durch die Art seiner Schilderung einer objektiven Überprüfbarkeit entzieht.
In ihrer Biographie Ingenious William Winstanley über den Dichter William Winstanley, der in den 1660ern in Essex lebte, behauptet die Autorin Alison Barnes, dieser habe hinter den Ereignissen rund um den Drachen von Henham gestanden. Zusammen mit seinem Neffen Henry Winstanley, dem Erbauer des ersten Eddystone-Leuchtturms, habe der Poet aus Holz und Leinwand ein Modell des Drachen gebaut, in dem ein Mensch Platz gefunden hätte. Dieser vermeintliche Drache soll von einem Mann in der Umgebung von Birchwood bewegt worden sein und habe so die ansässigen Bauern in Aufruhr versetzt. Anschließend, so Barnes, habe Winstanley anonym die Flugschrift über den Drachen verfasst. Mögliche Skeptiker habe er mit der Nennung der sieben Augenzeugen zu beschwichtigen versucht, die jedoch allesamt enge Freunde Winstanleys und seines Neffen waren. In diesem Zusammenhang weist Barnes auch auf den Holzschnitt des Drachen hin, den die Flugschrift enthält: Darauf zeigen sowohl das Schlangenwesen als auch die Bauern und die lachende Sonne ein fröhliches Gesicht, so als ob sie über den Hoax lachen würden. Darüber hinaus vermutet die Autorin, Winstanley hätte das Werk in seinem Buchladen in Saffron Walden selbst verkauft. Auch andere Autoren wie Richard Pusey folgen dieser Auffassung.

## Rezeption

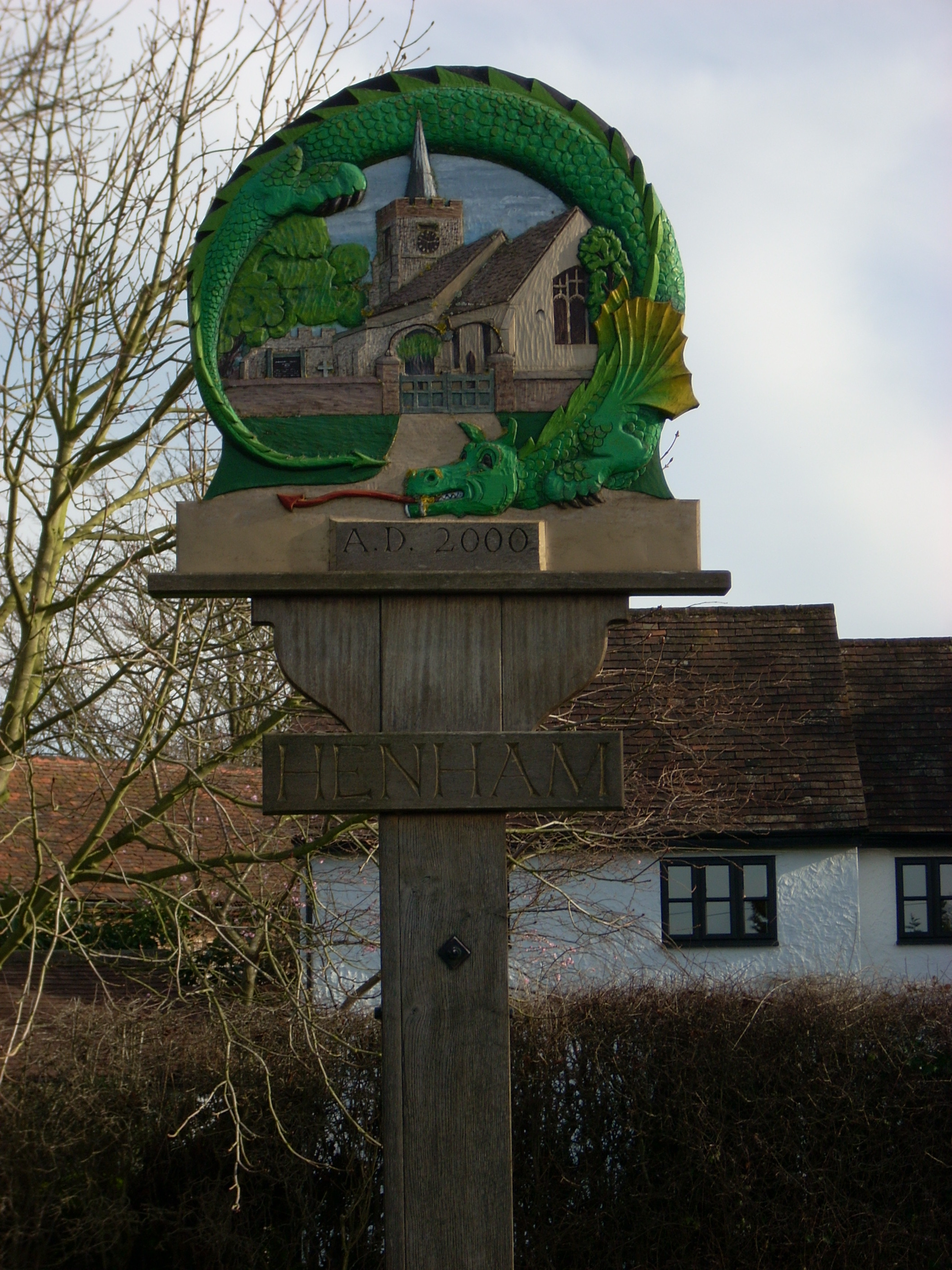
Dorfschild von Henham

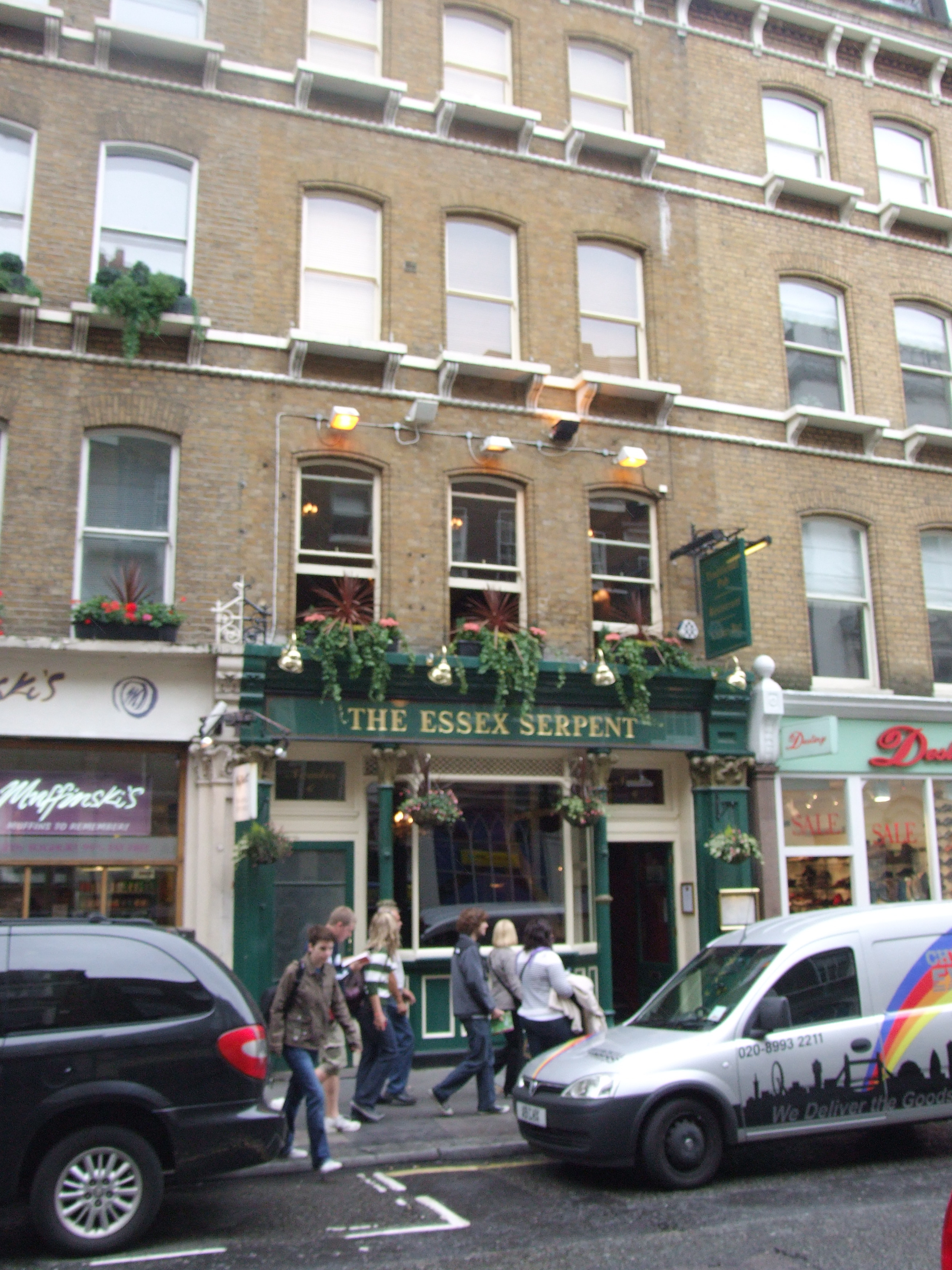
The Essex Serpent, ein Londoner Pub.

Die Legende vom Drachen von Henham erfreute sich bereits kurze Zeit nach dem Erscheinen der Flugschrift großer Popularität. Im Mai 1674, fünf Jahre nach dem Erscheinen der Flugschrift, soll Saffron Walden die Henham Fair, ein Volksfest, veranstaltet haben, bei dem die Dorfbewohner kleine Statuen des Drachen verkauften. Dieses Fest hielt sich 265 Jahre lang, bis zum Ausbruch des Zweiten Weltkriegs 1939. Zudem verkauften die örtlichen Brauereien dort ein Bier mit Namen Snakebite (,Schlangenbiss‘, nicht zu verwechseln mit der Bier-Cider-Mischung Snakebite), wovon Poor Robin′s Almanack 1674 berichtete. Allerdings herrscht auch hier Unklarheit: Weder dem Historiker Ralph Whitlock in den 1970ern, noch seinem Kollegen George Monger Anfang der 1990er gelang es, vor Ort Zeugnisse für das Volksfest oder die Biermarke zu finden.
Monger weist in diesem Zusammenhang erneut auf eine mögliche Urheberschaft der Winstanleys für den Almanack hin. Poor Robin soll auf Robert, den jüngeren Bruder von Henry Winstanley, anspielen; diese These wurde unter anderem auch von Sidney Lee vertreten.
Das Ortsschild von Henham zeigt ebenso einen geflügelten Drachen wie die Dorfzeitschrift, das Dragon Magazine. Im Londoner Stadtteil Covent Garden existierte lange Zeit ein Pub, das sich The Essex Serpent nannte. Im 18. Jahrhundert wurde es durch Geschäfte ersetzt, später jedoch wiedereröffnet und kann noch heute besucht werden. Das Design- und Dekorunternehmen Design Toscano nahm den Henham Dragon in seine Kollektion auf: Dort ziert er, neben anderen Drachen wie dem Lambton Worm, den Knauf eines Spazierstocks.

## Verweise